# Hoshi Sato
Hoshi Sato a Star Trek: Enterprise televíziós sorozat egyik szereplője, az Enterprise NX-01 csillaghajó kommunikációs főtisztje. A koreai származású amerikai színésznő, Linda Park játssza.

## Áttekintés
Képzett nyelvész, tagja volt a jelölteknek, akikre az NX-01 küldetés várt. A programból azonban kirúgták, mikor egy rosszul sikerült pókerparti alkalmával kitörte felettese kezét (1. dan-os aikidó mester – lásd: negyedik évad Home c. epizódban ő maga állítja). Jonathan Archer, az NX-01 frissen kinevezett kapitánya azonban ragaszkodott hozzá, így Brazíliába utazott, ahol Hoshi vulkáni nyelvet tanított. Hoshi először visszakozott, de Archer meggyőzte és Hoshi zászlósi rangban az Enterprise főtiszti karának tagja lett.
Hoshi volt az első földi ember, aki klingonból fordított, amikor az Enterprise első küldetésén egy sérült klingont szállított haza. Nyelvészeti zsenijére gyakran volt szükség, mikor az Enterprise és legénysége ismeretlen idegen létformákba, vagy bonyolult titkosító kódokba botlott. Amikor a Xindi fajok szövetsége végső támadást indított a Föld ellen, Hoshit elrabolták a Hüllő-Xindik, hogy feltörje az ellenálló Vízi-Xindik kódját. 
Hoshi bátran ellenállt a kínzásnak és az agymosásnak, még öngyilkosságot is megkísérelt a siker (és a Xindik kudarca) érdekében. Miután a Xindik kudarcot vallottak és Hoshi megmenekült, folytatta megbízatását az Enterprise-on, emellett pedig bővítette a Föld nyelvészeti adatbázisát. Munkája végső gyümölcse az Egyetemes Fordító Mátrix lett, egy önszervező fordítóprogram. Az eleinte félős, űrbeteg Hoshi eddigre megedződött, s Archer kapitány egyre fontosabb feladatokkal bízta meg, míg végül az egész hajó parancsnokságát is rábízta. Hoshi az Enterprise küldetésének végéig, tíz éven át volt a hajó kommunikációs főtisztje, mindvégig zászlósi rangban.
A Föderáció megalapítása után Hoshi a Csillagflottába is belépett, ahonnan parancsnokhelyettesi ranggal szerelt le. Férjével és gyermekeivel a Tarsus IV bolygón telepedtek le, ahol 2246-ban az általános élelmiszerhiány miatt Kodos kormányzó halállistájára került és kivégezték.